# Acanthoscurria sternalis
Acanthoscurria sternalis är en spindelart som beskrevs av Pocock 1903. Acanthoscurria sternalis ingår i släktet Acanthoscurria och familjen fågelspindlar. Inga underarter finns listade i Catalogue of Life.